# Irská lidově osvobozenecká organizace
Irská lidová osvobozenecká organizace (anglicky Irish People's Liberation Organisation zkr. IPLO) byla malá republikánská polovojenská organizace, která byla založena v roce 1986 neloajálními a vyhnanými členy Irské národní osvobozenecké armády (inlay). Získala si pověst násilné a zločinné organizace ještě předtím, než ji v roce 1992 násilně rozpustila Dočasná irská republikánská armáda (PIRA).

## Založení
IPLO vznikla z rozkolu uvnitř inlay. Po irské hladovce v roce 1981, ve které tři z jejích členů zemřeli, se inlay začala rozpadat. Frakce spojené s Belfastem a Dublinem se navzájem dostaly do sporu. Když se člen inlay stal informátorem britské vlády, udal své bývalé spolubojovníky a mnozí z nich byli na základě jeho výpovědi odsouzeni.
Dalo by se říci, že inlay a podobné politické skupiny Irské republikánské socialistické strany již existovaly jako vzájemně propojené národní organizace. Jako výsledek toho se uvěznění členové inlay odtrhli od této organizace a založili IPLO. Některé klíčové osobnosti, které se podíleli na založení IPLO byli Tom McAllister, Gerard Steenson, Jimmy Brown a Martin 'Rook' O'Prey. Jimmy Brown vytvořil menší politickou skupinu známou jako Republikánský socialistický kolektiv, který měl působit jako politické křídlo IPLO.
Počátečním hlavním cílem IPLO bylo násilně rozpustit Irské republikánské socialistické hnutí, od kterého se oddělili a jejich počáteční útoky směřovaly spíše na členy tohoto hnutí jako na bezpečnostní složky v Severním Irsku. Mělo to destruktivní dopad na to, že konflikt byl viděn jako bratovražnedná válka mezi republikány. Společnost jim také vyčítala, že je IPLO příliš násilná.
Inlay v březnu 1987 zastřelila vůdce IPLO a po odvetném zabíjeni ze strany IPLO organizace souhlasily, že každá si půjde vlastní cestou.